# قارچ صدفی طلایی
قارچ صدفی طلایی (نام علمی: Pleurotus citrinopileatus) نام یک گونه از سرده قارچ صدفی است.
این قارچ دارای ظاهری جذاب است و برشته شده آن طعمی شبیه به طعم بادام هندی دارد.
این قارچ بومی جنگل‌های چین و ژاپن است و در آسیا بسیار موردتوجه می‌باشد.